# Manuel Cosas López
Manuel „Cosas“ López ist ein ehemaliger mexikanischer Fußballspieler auf der Position eines Stürmers.

## Laufbahn
López stand in den ersten Jahren des Profifußballs in Mexiko beim Club Deportivo Guadalajara unter Vertrag. Am ersten Spieltag der Eröffnungssaison 1943/44 der neu gegründeten Profiliga gehörte „Cosas“ López zur siegreichen Mannschaft aus Guadalajara, die sich am 21. Oktober 1943 mit 4:1 beim CF Atlante durchsetzen konnte.
In die Vereinsgeschichte ging „Cosas“ López unter anderem deswegen ein, weil er am 6. Juni 1943 in einem Pokalspiel gegen den Stadtrivalen CF Atlas (1:3) der erste Torschütze des Club Deportivo Guadalajara im Profifußball war. Darüber hinaus war „Cosas“ López am 16. Januar 1944 im selben Stadion (Parque del Paradero) auch der Schütze des allerersten Punktspieltores des CD Guadalajara in einem Súper Clásico del Fútbol Mexicano gegen den Club América, als er mit seinem Treffer in der zweiten Spielminute den Grundstein zum späteren 3:1-Erfolg legte.
„Cosas“ López spielte bis zur Saison 1946/47 für den CD Guadalajara und war vor Einführung des Profifußballs Auswahlspieler der Selección Jalisco, die bis 1943 in der offiziell noch auf Amateurbasis betriebenen Liga Mayor spielte. In der Saison 1947/48 stand er beim CD Marte unter Vertrag.